# Czyhanie na Boga
Czyhanie na Boga – debiutancki tom poetycki Juliana Tuwima wydany w 1918 w Warszawie przez wydawnictwo „Gebethner i Wolff”
Tom zawierał wiersze napisane w latach 1911–1917, niektóre już wcześniej publikowane, m.in. w dzienniku „Kurjer Warszawski” i miesięczniku „Pro Arte et Studio”.